# Jane Smeal
Jane Smeal (Glasgow, 1801-1888) fue una destacada activista, sufragista y abolicionista escocesa. Era la madrastra de Eliza Wigham y la segunda esposa del padre de Eliza, John Wigham.

## Biografía
Smeal nació en Glasgow en 1801. Fue educada como cuáquera en la Escuela Ackworth en Yorkshire. La familia residía en Edimburgo, y más tarde se trasladó a Aberdeen. Como cuáqueros, la familia de Smeal era inusual en Escocia. El censo de 1851 muestra que había menos de 400 cuáqueros escoceses activos en ese momento.
Smeal se convirtió en el líder y secretaria de la radical Glasgow Ladies Emancipation Society. Su hermano William Smeal fundó en 1822 la Glasgow Anti-Slavery Society, precursora de la Glasgow Emancipation Society, y más tarde participó activamente en esta última. Smeal tenía un historial de actividad antiesclavista, mucho antes de que la Iglesia Libre se involucrara en el tema.
En 1838 publicó un importante panfleto con Elizabeth Pease Nichol de Darlington titulado Address to the Women of Great Britain. Este documento pedía a las mujeres británicas que hablaran en público y formaran organizaciones antiesclavistas para mujeres. Un discurso que Smeal preparó para la reina Victoria ha sido acreditado como el «golpe final» que acabó con la esclavitud en el Caribe.
En 1840 Smeal se convirtió en la segunda esposa del cuáquero John Wigham, que era comerciante de té y abolicionista activo en Glasgow. Wigham había perdido dos de sus hijos y su esposa en 1830, pero la familia se revitalizó cuando se casó con Smeal. Jane Smeal se convirtió en Jane Wigham y formó una estrecha amistad y colaboración con su hijastra, Eliza Wigham. El matrimonio de Smeal y Wigham tuvo lugar el mismo año que la Convención Mundial contra la Esclavitud en Londres, donde Eliza fue una de las delegadas.
Después de que la Sociedad de Emancipación de Damas, cesara su actividad, Jane y Eliza, junto con algunas de sus amigas, crearon el capítulo de Edimburgo de la Sociedad Nacional del Sufragio Femenino. Priscilla Bright McLaren, la presidenta, Elizabeth Pease Nichol, la tesorera, Agnes McLaren, se unieron a Eliza como secretarias conjuntas.  A pesar de la falta de apoyo de su marido John, Jane y su hijastra establecieron la sociedad de Edimburgo como uno de los principales grupos británicos que apoyaban los controvertidos puntos de vista del abolicionista y reformador social estadounidense William Lloyd Garrison.
John Wigham murió en 1864 y Eliza se quedó en la casa familiar de South Gray Street en Edimburgo, para cuidar de su madrastra. Jane murió en noviembre de 1888 después de una prolongada enfermedad.

## Legado
Cuatro de las mujeres asociadas a Edimburgo en el siglo XIX fueron objeto de una campaña de los historiadores de Edimburgo en 2015. El grupo pretendía conseguir el reconocimiento de Elizabeth Pease Nichol, Priscilla Bright McLaren, Eliza Wigham y Jane Smeal, las «heroínas olvidadas» de la ciudad.